# 羊雜

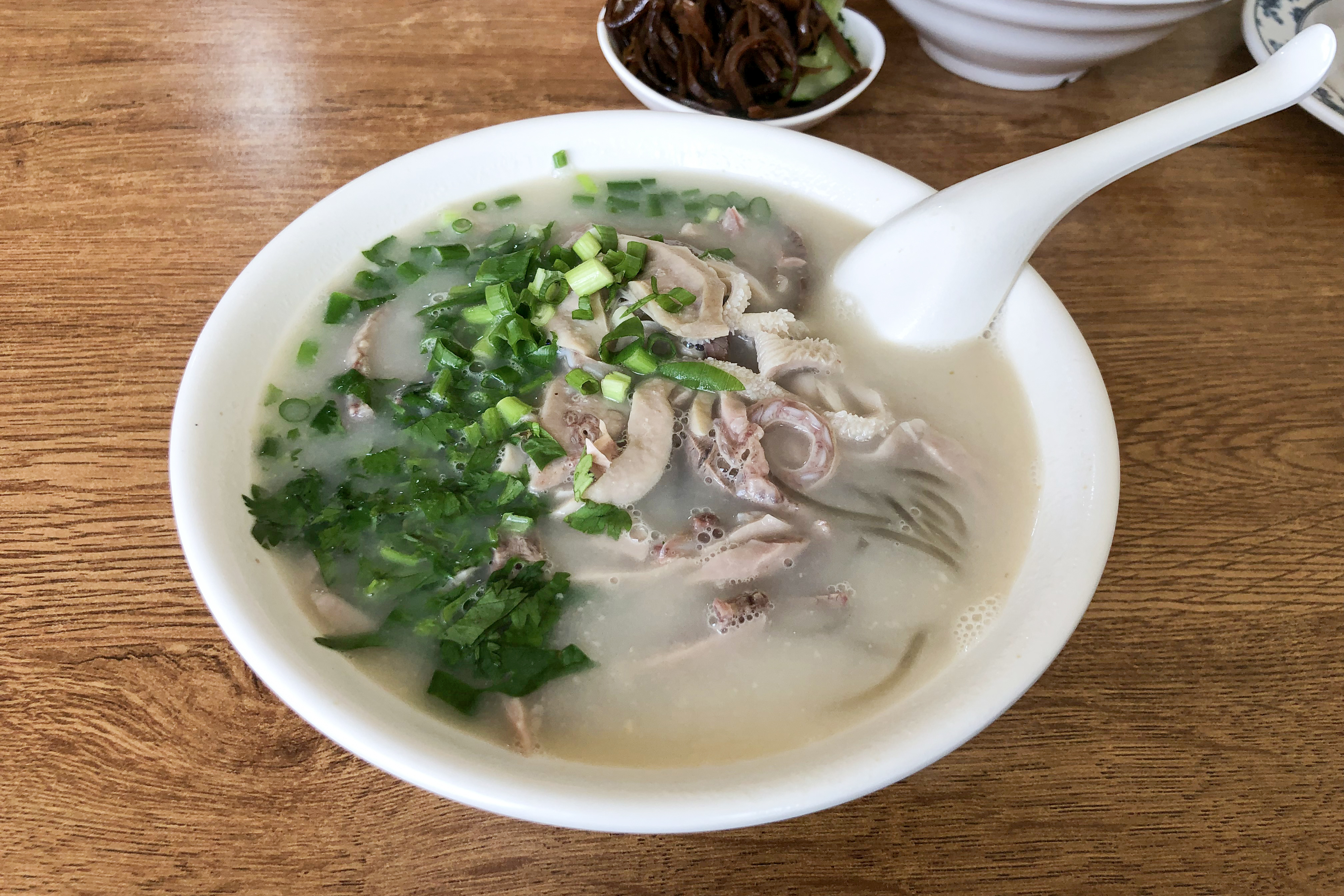
北京市内的羊杂汤

羊雜是用羊的內臟等制成的食品，在華人區及東南亞較常見。

## 作法
由羊的內臟煮成，包括羊胃、羊腸、羊心、羊肝、羊腎、羊肺及羊沙瓜等等。热带地区通常以濃郁的柱侯醬汁調味。羊內臟是比羊肉價錢便宜的食物，所以受平民百姓的歡迎。在食用前，它的清洗工夫要比較多，否則會有異味；從健康而言，它的膽固醇比較高。

## 節目效果
在TVB1982年電視劇《香城浪子》中黃日華戲稱女主角莊靜而為羊雜妹。